# Dlouhý Důl
Dlouhý Důl (německy Langengrund) je vesnice, část města Krásná Lípa v okrese Děčín v Ústeckém kraji. Nachází se asi 3 km na západ od Krásné Lípy. Je zde evidováno 70 adres. V roce 2011 zde trvale žilo 29 obyvatel.
Dlouhý Důl leží v katastrálních územích Kyjov u Krásné Lípy o výměře 8,68 km² a Vlčí Hora o výměře 9,02 km².

## Historie
První písemná zmínka o obci pochází z roku 1720.(Pozn.: jiné zdroje uvádějí rok 1719).

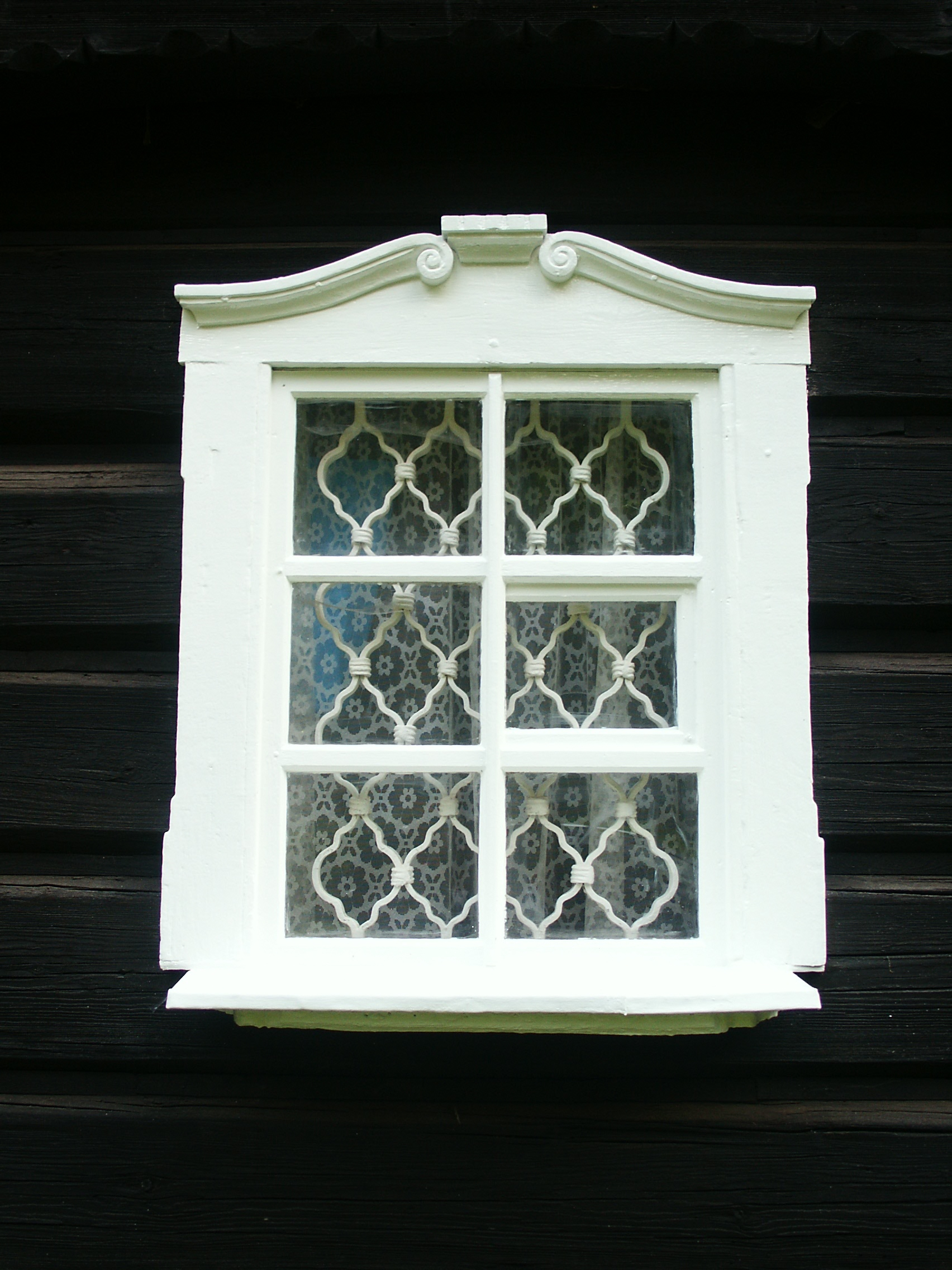
Okno roubené usedlosti čp. 5

Vesnice byla založena na panství Lipová hrabat Kinských jako řemeslnická osada v lesnatém údolí, protkaném vodními nádržemi. Tyto nádrže, určené k plavení dřeva, zde vznikly již po roce 1582, kdy Šlejnicové prodali lesní revír Vlčí hora saskému kurfiřtovi. Ve východní části Dlouhého Dolu se na úpatí svahu na pravém břehu Křinice nachází stará zatopená štola, které se přezdívá Zlatá díra. Jednalo se zřejmě o průzkumnou štolu, která zde byla vyražena nejspíše již za Šlejniců v 16. století.
V 80. letech 18. století bylo v Dlouhém Dole 36 domů, vesměs dřevěných roubených stavení, doplněných hospodářskými objekty. Pokud jde o místní řemesla, v uvedené době zde bylo evidováno sedm běličů příze, dále výrobci drátů, přadláci a tři mlynáři. V roce 1869 bylo v obci registrováno 527 obyvatel, tj. téměř dvacetinásobný počet ve srovnání se situací na počátku 21. století.
Soubor roubených podstávkových domů se v Dlouhém Dole zachoval bez větších změn až do současnosti. 
Do poloviny 20. století tvořili obyvatelstvo obce čeští Němci. Po druhé světové válce byli němečtí starousedlíci vysídleni a obec se takřka úplně vylidnila.

## Obyvatelstvo
|                                                                    | 1869 | 1880 | 1890 | 1900 | 1910 | 1921 | 1930 | 1950 | 1961 | 1970 | 1980 | 1991 | 2001 | 2011 |
| ------------------------------------------------------------------ | ---- | ---- | ---- | ---- | ---- | ---- | ---- | ---- | ---- | ---- | ---- | ---- | ---- | ---- |
| Obyvatelé                                                          | 527  | 444  | 450  | 443  | 409  | 322  | 348  | 73   | 16   | 14   | 41   | 16   | 17   | 29   |
| Domy                                                               | 59   | 61   | 61   | 62   | 61   | 60   | 61   | 64   | .    | 7    | 9    | 43   | 47   | 47   |
| Počet domů z roku 1961 je zahrnut v domech místní části Vlčí Hora. |      |      |      |      |      |      |      |      |      |      |      |      |      |      |

## Pamětihodnosti
Dlouhý Důl je od roku 2005 chráněn jako vesnická památková zóna. Kromě toho je ve vsi ještě samostatně chráněn jako nemovitá kulturní památka roubený podstávkový dům čp. 5 z roku 1811, který se nachází v údolí Křinice ve východní části Dlouhého Dolu u silnice, tvořící hranici mezi chráněnými krajinnými oblastmi Lužické hory a Labské pískovce. Na území vesnice je několik historických křížů z 19. století a zvláštní dřevěná kaple sv. Anny.